# José Andrés
José Ramón Andrés Puerta (* 13. července 1969) je španělský šéfkuchař a zakladatel World Central Kitchen (WCK), neziskové organizace věnované poskytování jídel na místech přírodních katastrof. Vlastní restaurace ve Washingtonu, Los Angeles, Las Vegas, Miami Beach, Orlandu, Chicagu a New Yorku.
V roce 2015 mu byla udělena National Humanities Medal v Bílém domě za jeho práci coby zakladatele organizace World Central Kitchen. Získal také čestné doktoráty z několika amerických univerzit.
V roce 2021 ocenil jeho práci a přínos World Central Kitchen Cenou za odvahu a zdvořilost (Courage and Civility Award) a 100 miliony dolarů (2,5 mld. Kč) zakladatel portálu Amazon Jeff Bezos. Část těchto peněz věnuje Andrés na pomoc Ukrajincům v době ruské invaze.

## Život
José Andrés se narodil ve španělské Asturii.
Jeho rodina se přestěhovala do Katalánska, když mu bylo 6 let. V 15 letech začal navštěvovat kuchařskou školu v Barceloně. Tam se setkal s jedním ze světově uznávaných kuchařů Ferranem Adriàm a pracoval tři roky v jeho restauraci El Bulli. V prosinci 1990 jej Adrià vyhodil a Andrés se rozhodl přestěhovat do Spojených států.

## Kariéra
Ve věku 21 let dorazil Andrés do New Yorku s 50 dolary. Začal vařit v centru Manhattanu ve španělské restauraci Eldorado Petit. V roce 1993 byl najat jako šéfkuchař restaurace Jaleo ve Washingtonu V následujících letech pomohl jejím majitelům otevřít další restaurace.
Po úspěších v Americe se stal Andrés známým i ve Španělsku, kde účinkoval ve vlastní kuchařské show Vamos a Cocinar (Jdeme vařit), která debutovala v roce 2005. V roce 2005 také vydal svou první knihu Tapas: Taste of Spain in America (Tapas: Chuť Španělska v Americe).
Andrés plánoval v roce 2016 otevřít restauraci v Trump International Hotel ve Washingtonu, DC. Poté, co Donald Trump v červnu 2015 pronesl pohrdavé komentáře o mexických imigrantech bez dokumentů, Andrés od smlouvy s Trump Organization odstoupil. Ta ho poté zažalovala. Andrés se rovněž soudně bránil, strany dosáhly dohody v dubnu 2017. Andrés zůstal otevřeným kritikem Trumpa.

## World Central Kitchen
V reakci na zemětřesení na Haiti v roce 2010 založil Andrés neziskovou organizaci World Central Kitchen, který poskytuje jídlo lidem zasaženým katastrofami. Od svého založení pracovala mj. v Dominikánské republice, Nikaragui, Zambii, Peru, Kubě, Ugandě, Kambodži.
Během ruské invaze na Ukrajinu v roce 2022 José Andrés oznámil, že se chystá věnovat část Ceny za odvahu ve výši 100 milionů dolarů, kterou mu udělil americký podnikatel Jeff Bezos, na řešení humanitární krize na Ukrajině.
Na jaře 2024 organizace pracovala také v Pásmu Gazy, během války Izraele s Hamásem. Dne 1. dubna 2024 Izrael zasáhl konvoj jejích vozidel při leteckém úderu, což způsobilo smrt sedmi pracovníků. Jeli přitom v autech označených logem organizace a jejich pohyb byl koordinován s izraelskou armádou. Auta byla zasažena, když opouštěla sklad v Dajr al-Balah, kde pracovníci vyložili více než 100 tun potravinové pomoci dopravené do Pásma Gazy po moři. Organizace pak v pásmu pozastavila svou činnost.

## Osobní život
Andrés je ženatý s Patricií Fernández de la Cruz a má tři dcery; žijí v Bethesdě ve státě Maryland.  Jeho žena je původem ze španělského Cádizu.
V prosinci 2013 se stal naturalizovaným občanem USA.